# Konstandinos Sotiriu
Konstandinos Sotiriu (gr. Κωνσταντίνος Σωτηρίου, ur. 21 czerwca 1996 w Nikozji) – cypryjski piłkarz występujący na pozycji środkowego obrońcy w polskim klubie Korona Kielce.
Młodszy brat Pierosa, kuzyn Steliosa Andreu i Konstandinosa Christu, również piłkarzy.